# Sterculia simaoensis
Sterculia simaoensis är en malvaväxtart som beskrevs av Y. Y. Qian. Sterculia simaoensis ingår i släktet Sterculia och familjen malvaväxter. Inga underarter finns listade i Catalogue of Life.